# SIG Sauer P228
La SIG Sauer P228 è una pistola semiautomatica ideata e prodotta dall'azienda svizzera Schweizerische Industrie Gesellschaft (attualmente dalla Swiss Arms) in collaborazione con la tedesca Sauer. Si tratta della versione compatta della SIG Sauer P226.

## Sviluppo
Lo sviluppo dell'arma prese il via in quanto l'azienda tedesco-elvetica tentò di trovare una concorrente per la Beretta M9.

## Tecnica
La meccanica dell'arma deriva dalla progenitrice P220. La chiusura è geometrica a corto rinculo con sistema SIG-Browning. La canna è realizzata in acciaio ad altissimo tenore con esterno brunito mentre l'anima e la camera di cartuccia sono cromate. Quest'ultima è ricavata posteriormente in un grande blocco squadrato, il cui spigolo antero-superiore è in contrasto con quello postero-superiore della finestra di espulsione del bossolo per attenuare il vincolo tra canna e carrello.  La rigatura è a sei principi destrosi specifici per la cartuccia modello 9x19.
Nella parte bassa del blocco della camera della cartuccia vi è una doppia appendice aperta. Quella posteriore scivola sulla porzione di fusto anteriore al pozzo del caricatore. Ciò permette alla rampa di alimentazione di allinearsi ad una svasatura ricavata sul fusto quando la canna è completamente arretrata.
Il carrello otturatore è realizzato in lamiera d'acciaio, stampata a freddo tramite imbutitura. La parte anteriore è una piastra in lamiera saldata su cui vi è la boccola di scorrimento integrale della canna. La molla di recupero della canna è costituita da due fili di acciaio armonico ritorto e modellato a spirale. L'asta guidamolla è costituita da un tubo in acciaio con saldata una piastra nella sezione inferiore. L'estrattore è interno azionato da una molla a lamina e da un'unghia. Al di sopra del carrello otturatore vi sono gli organi di mira della pistola. Il design generale dell'arma presenta delle forme smussate per evitare un eventuale impigliamento nei vestiti durante la fase di estrazione.
Il fusto della P228 è realizzato con alluminio aeronautico Ergal. I vari comandi sono locati nella sezione sinistra, rendendo l'arma non ambidestra. La sezione dove viene alloggiato il grilletto è stata allargata per permetterne l'uso anche con le mani protette da guanti. Non è presente alcuna sicura manuale.
Il caricatore bifilare è in acciaio brunito e può contenere 13 proiettili. Sono compatibili anche i caricatori da 15 colpi impiegati sulla P226.

## Impiego
L'arma viene impiegata da diversi enti, tra cui:
- Bangladesh  Bangladesh Nou Bahini (Marina Militare del Bangladesh)
- Bangladesh SSF - Special Security Force Bangladesh (Forza di Sicurezza Speciale del Bangladesh)
- Emirati Arabi Uniti UAE Army - United Arab Emirates Army (Esercito degli Emirati Arabi Uniti)
- Francia GIGN - Groupe d'Intervention de la Gendarmerie Nationale (Gruppo d'Intervento della Gendarmenria Nazionale)
- Indonesia  KOPASSUS - Komando Pasukan Khusus (Comando Forze Speciali)
- Indonesia KOPASKA - Komando Pasukan Katak (Comando Forze Rana)
- Lussemburgo USP - Unité Spéciale de la Police (Unità Speciale della Polizia)
- Malaysia Pasukan Operasi Khusus Malaysi (Forze Operazioni Speciali della Malaysia)
- Polonia  Jednostka Wojskowa GROM (Unità Militare Gruppo per le Operazioni di Risposta Maneuvering)
- Portogallo  Exército Português (Esercito Portoghese)
- Regno Unito  SAS - Special Air Service (Servizio Aereo Speciale)
- Stati Uniti  US Army - United States Army (Esercito degli Stati Uniti)
- Stati Uniti  USN - United States Navy (Marina Militare degli Stati Uniti)
- Stati Uniti  US Navy SEAL - United States Navy Sea Air Land (Marina Militare degli Stati Uniti unità Mare Aria Terra)
- Stati Uniti  AFOSI - United States Air Force Office of Special Investigations (Ufficio delle Investigazioni Speciali della Forza Aerea degli Stati Uniti)
- Stati Uniti  DEA - Drug Enforcement Administration (Amministrazione di Rinforzo sulla Droga)
- Svezia Polismyndigheten (Autorità di Polizia)